# The Rescue (film 1917)
The Rescue è un film muto del 1917 diretto da Ida May Park che firma anche la sceneggiatura basata su un soggetto di Hugh McNair Kahler. Prodotto e distribuito dalla Bluebird Photoplays, aveva come interpreti Dorothy Phillips, William Stowell, Lon Chaney, Gretchen Lederer, Molly Malone, Claire Du Brey, Gertrude Astor.

## Trama

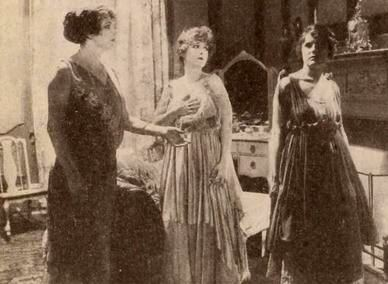
Gretchen Lederer, Dorothy Phillips e Molly Malone

Dopo avere divorziato dal marito Kent, l'attrice Anne Wetherall torna al palcoscenico. Un giorno, però, riceve una richiesta di aiuto da parte di Nell Jerrold, una sua vecchia amica d'infanzia, che la implora di salvarle la figlia Betty dallo sposare Kent. Anne, dopo avere ricevuto la lettera, decide di aiutare l'amica e si reca a casa degli Jerrold per scoprire cosa sta succedendo. Rendendosi conto che la giovane Betty, avventatamente, è determinata a sposare a tutti i costi Kent, l'attrice decide che l'unico modo di salvare la ragazza da quelle nozze sbagliate sarà quello di riconquistare l'ex marito mettendo in atto tutte le astuzie femminili di cui lei è maestra. Le due donne entrano così in competizione e, mentre Betty abbina alla propria bellezza i pregi indiscutibili della gioventù, Anne sfodera le prerogative della maturità, ricca di grazia maliziosa e di scaltrezza. Kent finisce nuovamente vittima degli incantesimi di Anne: dichiarandosi pentito per come si è comportato in precedenza, chiede all'ex moglie di perdonarlo e di sposarlo una seconda volta. Anne accetta la sua proposta per salvare in questo modo Betty ma solo per scoprire, subito dopo, di essere ancora innamorata del marito.

## Produzione
Il film fu prodotto dalla Bluebird Photoplays (Universal Film Manufacturing Company).

## Distribuzione
Il copyright del film, richiesto dalla Bluebird Photoplays, Inc., fu registrato il 3 luglio 1917 con il numero LP11043. Distribuito dalla Bluebird Photoplays (Universal Film Manufacturing Company), il film uscì nelle sale statunitensi il 23 luglio 1917.

### Conservazione
Non si conoscono copie ancora esistenti della pellicola che viene considerata presumibilmente perduta.